# VFTS 243
VFTS 243 eller 2MASS J05380840-6909190, är en dubbelstjärna belägen i Tarantelnebulosan i Stora magellanska molnet (LMC) inom NGC 2070 i södra delen av stjärnbilden Svärdfisken. Den har en skenbar magnitud av ca 15,26 och kräver ett kraftfullt teleskop för att kunna observeras. Baserat på en parallax enligt Gaia Data Release 2 av ca 0,0468 beräknas den befinna sig på ett avstånd av ca 160 000 ljusår (ca 50 000 parsec).

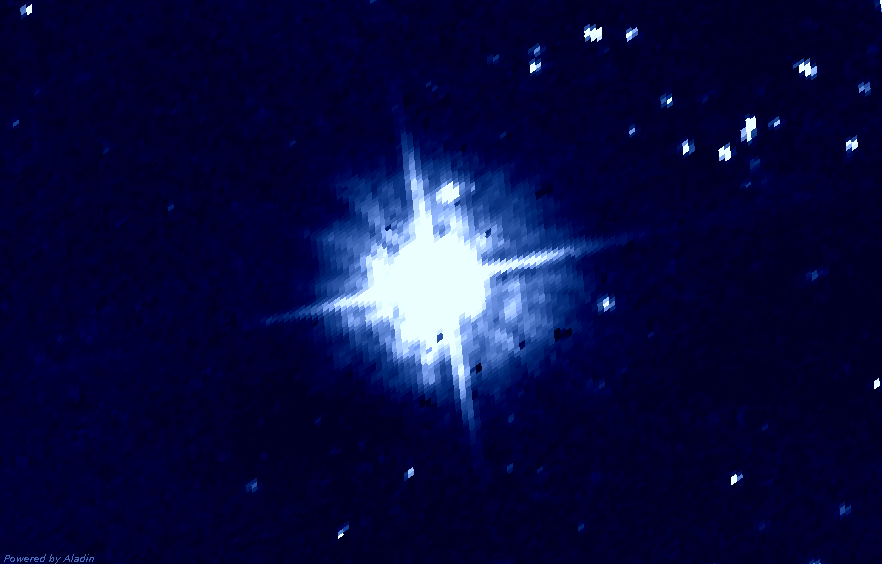
VFTS 243 i färgbild av Hubble Space Telescope

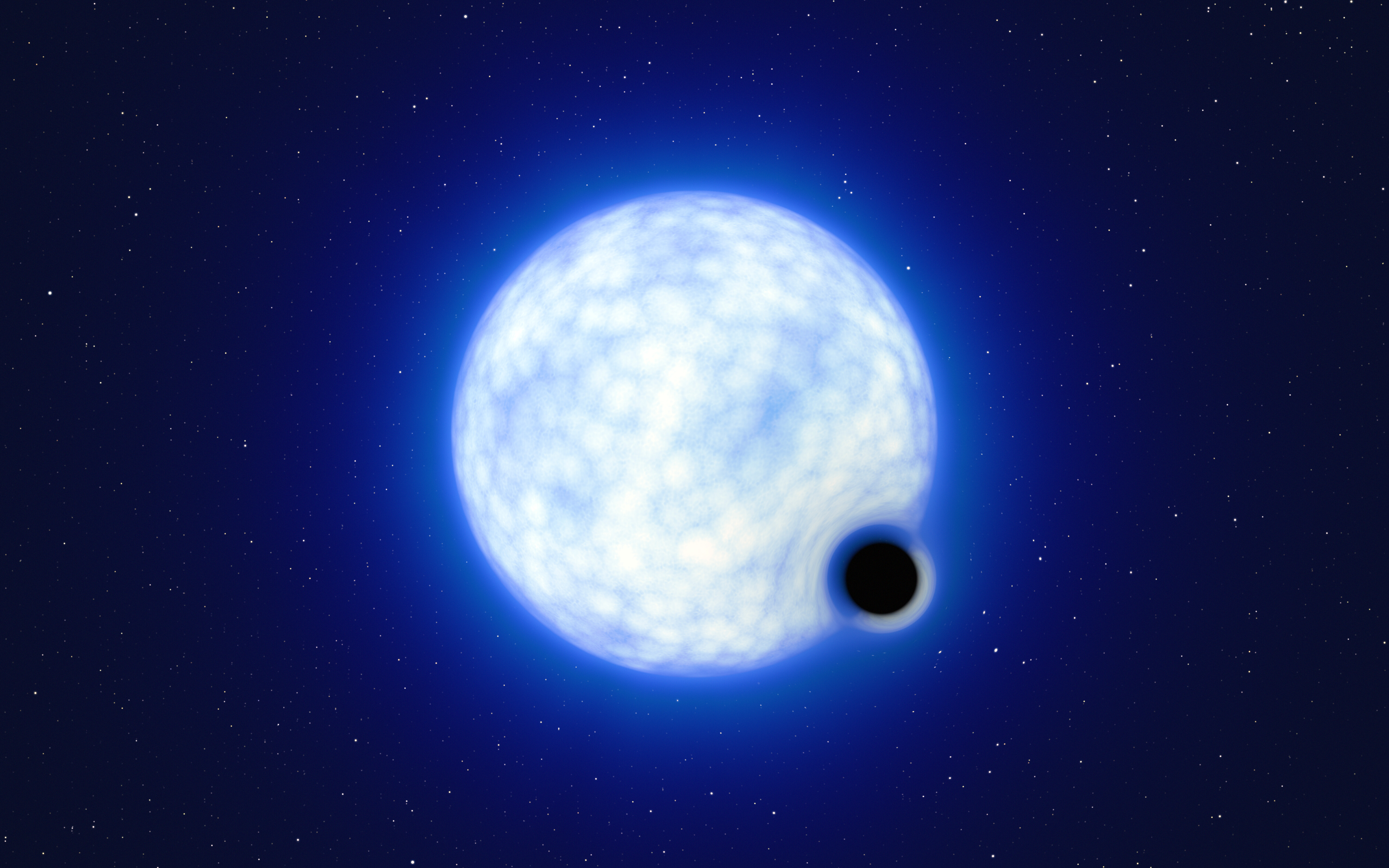
Konstnärs bild av VFTS 243

## Observation
VFTS 243 är en huvudseriestjärna av spektraltyp O7V som kretsar kring ett svart hål med en massa av ca 10 solmassor. Den blå stjärnan har en massa som är ca 25 gånger solens massa vilket gör stjärnan 200 000 gånger större än det svarta hålet. Dubbelstjärnan har en omloppsperiod på 10,4 dygn i en nästan cirkulär bana (excentricitet 0,017).